# Rockfleet Castle
Le château de Rockfleet, ou Carrickahowley Castle (en irlandais : Carraig an Chabhlaigh ), est une maison-tour située près de Newport, dans le comté de Mayo, en Irlande. Construit au milieu du XVIe siècle, il est surtout associé à Gráinne Ní Mháille (Grace O'Malley), la «reine des pirates» et chef du clan O'Malley. On a spéculé que le château fut son lieu de décès. 
Le château de Rockfleet a quatre étages et une hauteur de plus de dix-huit mètres, qui regarde vers les drumlins de Clew Bay. Bien que l'accès au château fût autrefois accessible au public, il est maintenant strictement interdit pour des raisons de sécurité. Le château a été rendu accessible avec une passerelle en métal en 2015, depuis ses prairies adjacentes jusqu'à la porte, en raison du désagrément majeur de l'accès à son entrée pendant les grandes marées. En 2017, des travaux de réfection ont été effectués sur l'extérieur du château afin d'améliorer ses joints de briques altérés. 
La légende locale raconte qu'un trésor, autrefois logé dans le château, est maintenant enterré dans un lieu inconnu quelque part dans les champs environnants. Si découvert, l'individu qui l'exhumera rencontrera le cavalier sans tête, Headless Horseman, entraînant des conséquences désastreuses. 

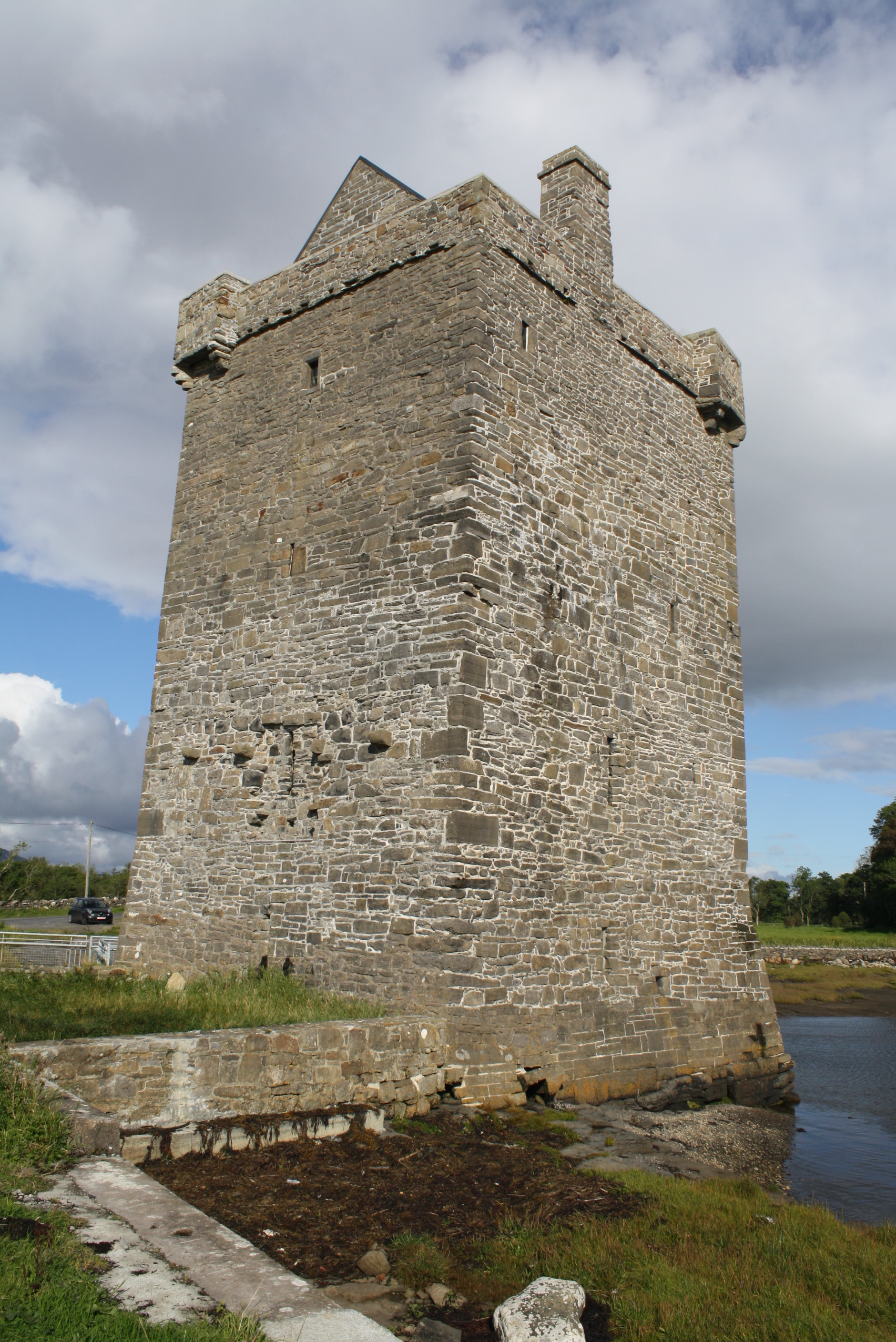
Rockfleet Castle
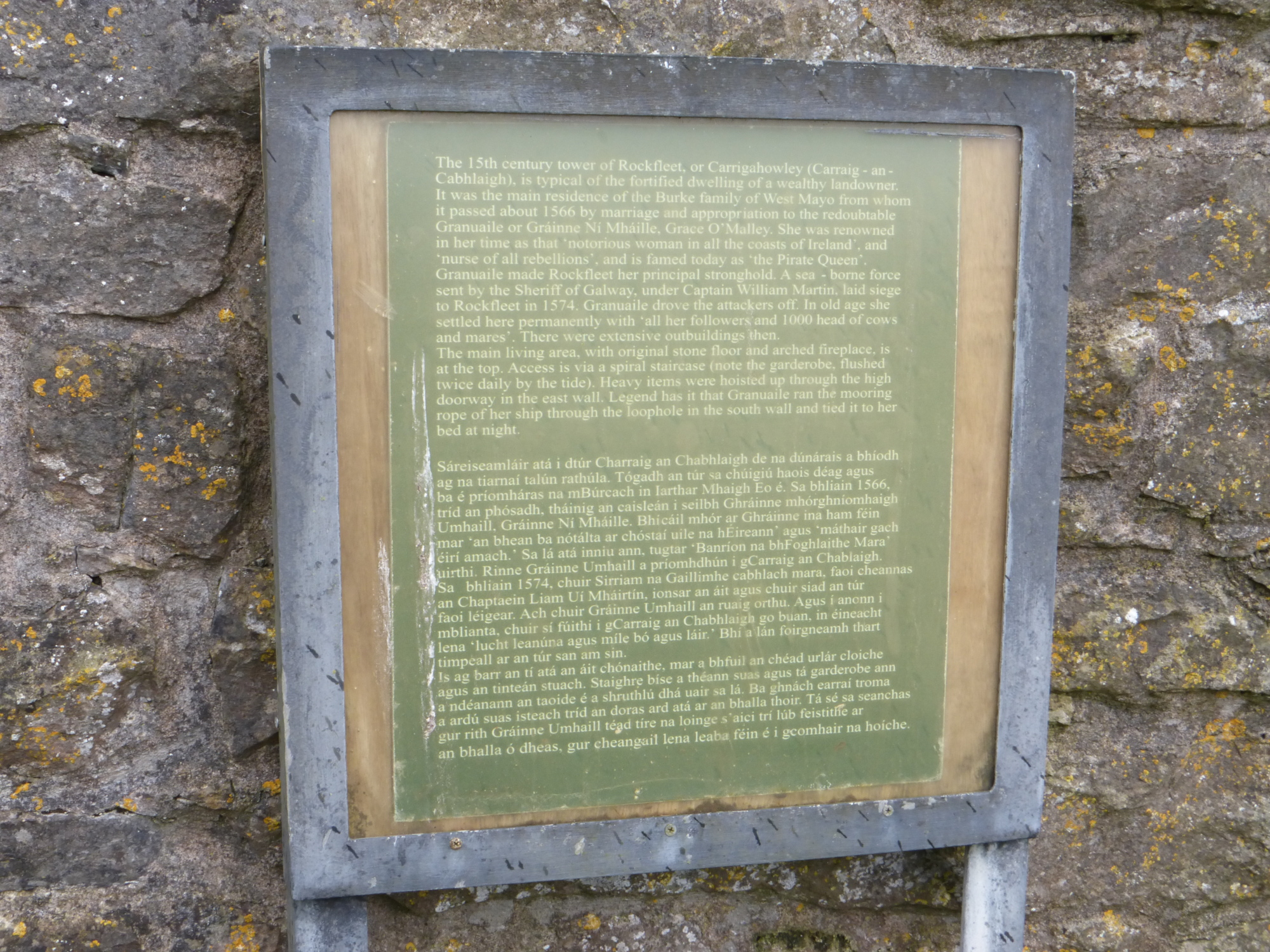
Informations historiques à l'extérieur du château de Rockfleet